# Henning Høirup
Henning Niels Høirup (10. april 1909 i Holbæk – 21. august 1995) var en dansk teolog og biskop over Århus Stift. Han var bror til Jacob Høirup.
Høirup blev student fra Odense Katedralskole i 1927 og cand.theol. 1934 fra Københavns Universitet, fra 1949 dr.theol. Valgt til biskop i Århus Stift fra 1963-1980.
Høirup blev Ridder af Dannebrogordenen 1955, Ridder af 1. grad 1965 og Kommandør 1975.